# 长距天目山凤仙花
长距天目山凤仙花（学名：[Impatiens tienmushanica var. longicalcarata] 错误：{{Lang}}：文本有斜体标记（帮助））为凤仙花科凤仙花属下的一个变种。

## 扩展阅读
- 維基物種上的相關：长距天目山凤仙花